# Гудаута
Гудаута (на грузински: გუდაუთა; на абхазки: Гәдоуҭа; на руски: Гудаута) е град в Абхазия, Грузия. Разположен е на брега на Черно море, на 37 km северозападно от Сухуми, административен център на Гудаутски район. Има население от 8514 души към 2011 г.

## История
Селището Гудаута съществува още от неолита, когато тук са се заселили риболовци и земеделци. Името му произлиза от това на река Гудоу, която тече през града. Съществува и легенда, че името на града произлиза от името на момче – Гуда, и името на момиче – Ута. Според легендата, те много се обичали, но семейните закони не им позволявали да бъдат заедно. Гуда не можел да живее без Ута, затова се хвърлил в реката. Ута го последвала. По времето на СССР, близо до града оперира военновъздушна база „Бамбара“. През 1999 г. Русия се съгласява да закрие базата. Въпреки това, Грузия твърди, че базата всъщност не е била закривана. След Войната в Южна Осетия през 2008 г., Русия признава независимостта на Абхазия и оповестява планове за възстановяване на базата. По-късно същата година информацията е потвърдена и от абхазкия президент Сергей Багапш.

## Икономика
Леката промишлеността на града включва заводи за тютюн, цитруси, вино и чай. Тежката промишленост е представена от машиностроене и производство на строителни материали.

## Побратимени градове
- Кинешма, Русия